# Молли Питчер
Молли Питчер (англ. Molly Pitcher) настоящее имя Мэри Людвиг Хэйс Мак-Колли (англ. Mary Ludwig Hays McCauley); 13 октября 1744 или около 1754, рядом с Трентоном, Нью-Джерси — предположительно 22 января 1832, Карлайл, Пенсильвания, США) — американская полулегендарная женщина-героиня, участвовавшая в битве при Монмуте во время Войны за независимость США 28 июня 1778 года. Среди историков нет единства по поводу того, действительно ли существовала такая женщина или же её образ является собирательным. В настоящее время подавляющее большинство историков придерживается точки зрения о том, что история о Молли Питчер в своей основе правдива, отождествляя её как раз с Мэри Хэйс, историчность которой как реального человека сомнению не подлежит. Американскими фольклористами-любителями собраны многочисленные исторические сведения о ней и документы, якобы доказывающие её подвиг, однако они никогда не исследовались профессиональными историками. Некоторые из них отождествляют Молли Питчер с реальной героиней Войны за независимость Маргарет Корбин, которая действительно заменила своего мужа около пушки, хотя её история известна куда меньше.
Согласно легенде, Мэри происходила из семьи немецких иммигрантов, живших в Пенсильвании; её точная дата рождения неизвестна и является предметом споров. Она была женой капитана артиллерии Уильяма Хэйса, участвовавшего в Войне за независимость на стороне патриотических сил, за которого вышла замуж в 1777 году. Практически сразу же после этого последовала за мужем на войну, выступая в качестве подносчицы воды во время сражений, поварихи, прачки и медсестры. Её прозвище, вероятнее всего, происходит от «Молли», как часто изменяли в те годы имя «Мэри», и английского слова Pitcher, означающего «кувшин». 28 июня 1778 года, во время сражения при Монмуте, она, как сообщается в легенде, под неприятельским огнём несла воду, чтобы как охладить орудия, так и напоить мужа и солдат его батареи. Когда её муж был тяжело ранен (в некоторых вариантах легенды — потерял сознание от жары), она заняла его место у орудия и сражалась при нём до конца битвы, при этом едва не погибла. После сражения внимание на её подвиг якобы обратил сам генерал Вашингтон, присвоивший ей звание сержанта.
После окончания войны, как сообщается, Мэри вместе с мужем вернулась в Карлайл и родила сына. В 1787 или 1788 году Хэйс умер, и Мэри вышла замуж за некого солдата Джона Мак-Колли, но этот брак не был счастливым и привёл семью к разорению: Мэри была вынуждена продать небольшой земельный надел, оставленный ей Хэйсом. Она осталась жить в Карлайле, зарабатывая себе на жизнь подённой работой в качестве уборщицы, маляра и сиделки. Она умерла 22 января 1832 года в возрасте примерно 87 лет; была похоронена на кладбище Карлайла, на могиле была выбита надпись «капитан Молли Мак-Колли».
Как таковая легенда о Молли Питчер появилась не ранее 1876 года, когда в Карлайле распространилось расхожее убеждение о том, что похороненная в этой могиле женщина является героиней Войны за независимость. Обнаруженные исторические документы указывают на то, что человек по имени Уильям Хейс в 1774 году поддержал бойкот английских товаров, приблизительно в 1776 году стал артиллеристом, в 1778 году участвовал в битве при Монмуте и умер не позднее 1789 года. Также есть свидетельства о том, что его жена, которую звали Мэри, вступила в повторный брак и просила у государства пенсию как вдова солдата. Однако вместо этого 21 февраля 1832 года правительство Пенсильвании предоставило ей пожизненную пенсию в 40 долларов ежегодно за «оказанные государству услуги». О каких именно «услугах» идёт речь, в документе не уточняется, но именно это свидетельство является главным аргументом в пользу хотя бы частичной правдивости истории Молли Питчер.
Со второй половины XIX века Молли Питчер стала одной из главных героинь американского фольклора. На её предполагаемой могиле был установлен памятник, её образ запечатлён на нескольких памятных почтовых марках, в её честь были названы военный транспорт времён Второй мировой войны, несколько учреждений и общество жён артиллеристов.